# Lavaldüse

Lavaldüse im Schnitt mit Flussrichtung des Mediums, Strömungsgeschwindigkeit (v), Druck (p) und Temperatur (T)

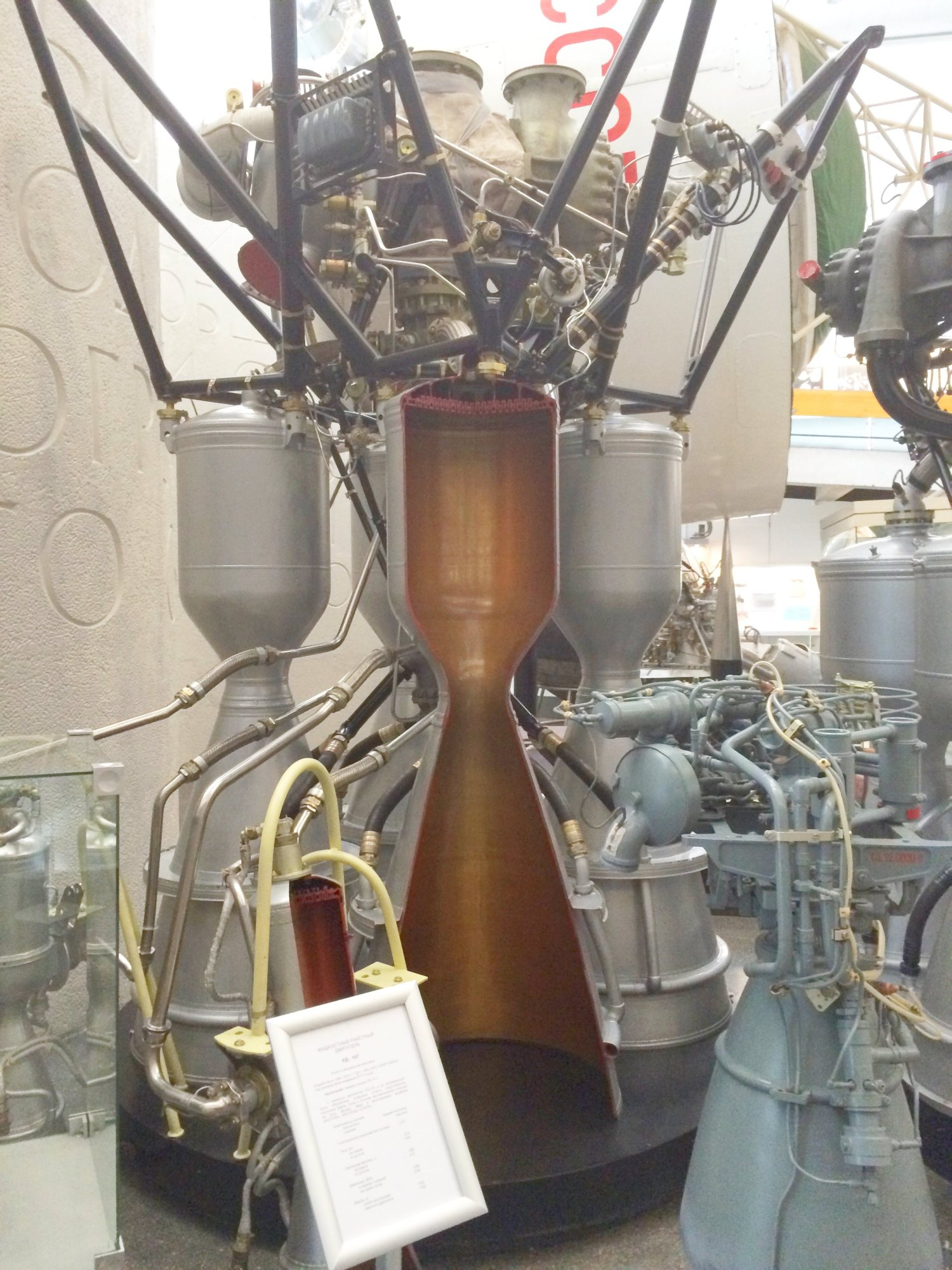
Schnittmodell eines RD-107-Raketentriebwerks

Die Lavaldüse (auch Expansionsdüse) ist eine von Ernst Körting 1878 für Dampfstrahlapparate und dem Schweden Carl Gustav Patrik de Laval 1883 für die Beaufschlagung von Dampfturbinen mit Wasserdampf unabhängig voneinander entwickelte Düse.
Eine Lavaldüse ist ein Strömungsorgan, bei dem sich der Querschnitt zunächst verengt und anschließend weitet, wobei der Übergang von einem zum anderen Teil stetig erfolgt. Die Querschnittsfläche ist üblicherweise an jeder Stelle kreis- oder ellipsenförmig.
Lavaldüsen werden bereits seit der V2 und auch heute bei Raketentriebwerken verwendet. Das Ziel ist, ein durchströmendes Fluid auf Überschallgeschwindigkeit zu beschleunigen, ohne dass es zu starken Verdichtungsstößen kommt. Die Schallgeschwindigkeit wird kurz nach dem engsten Querschnitt der Düse erreicht. Die Entspannung im divergenten Teil der Düse setzt Wärmeenergie in Bewegungsenergie um. Ferner sollen möglichst große Anteile des ausströmenden Fluids eine parallel zur Achse verlaufende Geschwindigkeit haben, um schubwirksamer zu sein.

## Herleitung der Form
Die Eulersche Bewegungsgleichung:
{\displaystyle {\begin{aligned}c\cdot {\frac {\mathrm {d} c}{\mathrm {d} x}}&=-{\frac {1}{\rho }}\cdot {\frac {\mathrm {d} p}{\mathrm {d} x}}\\&=-{\frac {1}{\rho }}\cdot {\frac {\mathrm {d} p}{\mathrm {d} \rho }}\cdot {\frac {\mathrm {d} \rho }{\mathrm {d} x}}\end{aligned}}}
mit
- der Strömungsgeschwindigkeit {\displaystyle c} des Fluids
- der Koordinate {\displaystyle x} in Strömungsrichtung
- dem Druck {\displaystyle p}
- der Dichte {\displaystyle \rho }

ergibt zusammen mit der von der Dichte abhängigen Schallgeschwindigkeit {\displaystyle a={\sqrt {\frac {\mathrm {d} p}{\mathrm {d} \rho }}}}:
{\displaystyle c\cdot {\frac {\mathrm {d} c}{\mathrm {d} x}}=-{\frac {a^{2}}{\rho }}{\frac {\mathrm {d} \rho }{\mathrm {d} x}}}
Einsetzen der Mach-Zahl {\displaystyle {\mathit {Ma}}={\frac {c}{a}}} liefert:
{\displaystyle {\frac {1}{\rho }}\cdot {\frac {\mathrm {d} \rho }{\mathrm {d} x}}=-{\mathit {Ma}}^{2}\cdot {\frac {1}{c}}\cdot {\frac {\mathrm {d} c}{\mathrm {d} x}}\qquad (1)},
Diese Gleichung sagt aus, dass die relative Dichteänderung längs des Stromfadens {\displaystyle x} proportional ist zur relativen Geschwindigkeitsänderung mit dem Proportionalitätsfaktor {\displaystyle {\mathit {Ma}}^{2}.} Aus dem quadratischen Proportionalitätsfaktor folgt, dass
- bei einer Unterschallströmung ({\displaystyle {\mathit {Ma}}<1}) die relative Dichteänderung (wesentlich) kleiner als die relative Geschwindigkeitsänderung ist
- bei einer Überschallströmung ({\displaystyle {\mathit {Ma}}>1}) die relative Dichteänderung (wesentlich) größer als die relative Geschwindigkeitsänderung ist.

Ferner muss noch die Kontinuitätsgleichung betrachtet werden:
{\displaystyle {\begin{alignedat}{2}&\rho \cdot c\cdot A&&=\quad {\dot {m}}\quad &={\text{konst}}\\\Leftrightarrow \quad &\ln \rho +\ln c+\ln A&&=\ln({\dot {m}})&=\ln({\text{konst}})\\\Leftrightarrow \quad &{\frac {\mathrm {d} \rho }{\rho }}+{\frac {\mathrm {d} c}{c}}+{\frac {\mathrm {d} A}{A}}&&=0\end{alignedat}}}
mit
- der Querschnittsfläche {\displaystyle A}
- dem Massenstrom {\displaystyle {\dot {m}}}

Differenziert man längs des Stromfadens, so ergibt sich
{\displaystyle \Rightarrow {\frac {1}{\rho }}\cdot {\frac {\mathrm {d} \rho }{\mathrm {d} x}}+{\frac {1}{c}}\cdot {\frac {\mathrm {d} c}{\mathrm {d} x}}+{\frac {1}{A}}\cdot {\frac {\mathrm {d} A}{\mathrm {d} x}}=0}
Unter Berücksichtigung von Gleichung (1) folgt:
{\displaystyle {\frac {1}{c}}\cdot {\frac {\mathrm {d} c}{\mathrm {d} x}}={\frac {1}{{\mathit {Ma}}^{2}-1}}\cdot {\frac {1}{A}}\cdot {\frac {\mathrm {d} A}{\mathrm {d} x}}}

Lavaldüse

Nimmt man die Querschnittsfläche {\displaystyle A(x)} als gegeben, {\displaystyle c(x)} und {\displaystyle {\mathit {Ma}}(x)} hingegen als unbekannt an, so ermöglicht die letzte Gleichung die folgende qualitative Diskussion der Strömung durch eine Düse. 
Will man eine Strömung beschleunigen, also {\displaystyle {\frac {\mathrm {d} c}{\mathrm {d} x}}>0}, so folgt aus der letzten Gleichung die Form der Lavaldüse:
- Einlauf mit Unterschallströmung ({\displaystyle {\mathit {Ma}}<1}): hier muss {\displaystyle {\frac {\mathrm {d} A}{\mathrm {d} x}}<0} sein, die Düse muss sich also verengen (konvergenter Teil)
- kurz nach dem engsten Querschnitt wird {\displaystyle {\mathit {Ma}}=1} erreicht
- weitere Beschleunigung auf {\displaystyle {\mathit {Ma}}>1} im Auslauf: hier muss {\displaystyle {\frac {\mathrm {d} A}{\mathrm {d} x}}>0} sein, die Düse muss sich also erweitern (divergenter Teil).